# Бельгийское федеральное управление научной политики
Бельгийское федеральное управление научной политики — государственное учреждение Бельгии, которое отвечает за координацию научной политики на федеральном уровне. Разрабатывает и осуществляет научно-исследовательские программы, проекты и управляет участием Бельгии в европейских и международных организациях; контролирует бельгийские федеральные научные организации.

## История
Ранее было известно как Управление по научным, техническим и культурным вопросам, но название было изменено в ходе реформы федеральной власти Бельгии.
В 1959 году для политической и административной координации бельгийской политики в области науки были созданы Межведомственная комиссия по научной политике и Национальный совет по научной политике. В 1968 году в качестве органа государственного управления на их базе было создано Бельгийское федеральное управление научной политики.

## Федеральные научные и культурные учреждения
- Бельгийский институт космической аэрономии
- Бельгийские координированные коллекции микроорганизмов[англ.]
- Центр изучения и документации о войне и современном обществе[англ.]
- Геологическая служба Бельгии[англ.]
- Национальной и провинциальные государственные архивы
- Планетарий
- Королевский бельгийский институт естественных наук
- Королевский институт по культурному наследию
- Королевская библиотека Бельгии
- Королевский метеорологический институт
- Королевский музей Центральной Африки
- Королевский музей искусства и истории
- Королевский музей изящных искусств Бельгии
- Королевская обсерватория Бельгии

## Федеральные научно-культурные учреждения-партнеры
- Бельгийская академия[англ.] в Риме
- Еврокосмический центр[англ.]
- Королевская академия зарубежных наук[англ.]
- Королевский бельгийский архив фильмов[англ.]
- Фон-Кармановский институт гидродинамики